# Scupi
Scupi (en macédonien Скупи) est un site archéologique situé à Zlokoukyani, village à quelques kilomètres du centre de Skopje, capitale de la Macédoine du Nord. Le site est encadré par le Vardar et la colline de Zaïtchev Rid (Зајчев Рид, la « colline du lapin »). Au Ier siècle, une colonie romaine y a été fondée, remplaçant une localité dardanienne plus ancienne. Cette colonie, Colonia Flavia Ælia Scupi, accueillit un grand nombre de légionnaires vétérans et reçut le statut de ville sous Domitien. Scupi fut abandonnée après un tremblement de terre en 518 et la ville fut transférée sur le site actuel de Skopje.

## Histoire
Scupi devint la capitale de la Dardanie, qui s'étendait de Naissus à Bylazora, au IIe siècle av. J.-C. La date de la conquête de la Dardanie par les Romains est inconnue, mais le pays perdit vraisemblablement son indépendance en 28 av. J.-C. Scupi devient une colonie romaine de légionnaires, où s'installent surtout des vétérans de la Legio VII Claudia, sous le règne de Domitien,. Scupi est intégrée à la Mésie supérieure après la fondation de la province en 6 av. J.-C., puis, en 272, elle retrouve la province de Dardanie. La ville est ravagée à plusieurs reprises, par les Goths en 269, les Huns au Ve siècle, et enfin par un tremblement de terre en 518. La ville est alors anéantie et ses habitants quittent les ruines pour s'installer sur le site de l'actuelle forteresse de Skopje.

## Fouilles archéologiques
Les fouilles sur le site commencèrent pendant l'entre-deux-guerres. La basilique paléochrétienne fut découverte en 1925. Une autre campagne eut lieu de 1959 à 1961 puis le site reste constamment fouillé à partir de 1966. Outre sa basilique chrétienne, le site conserve les restes d'un théâtre antique, des thermes, une basilique civile ainsi que des habitations. Aujourd'hui, seuls les monuments situés sur l'axe principal sont reconnaissables, le théâtre a presque entièrement disparu.

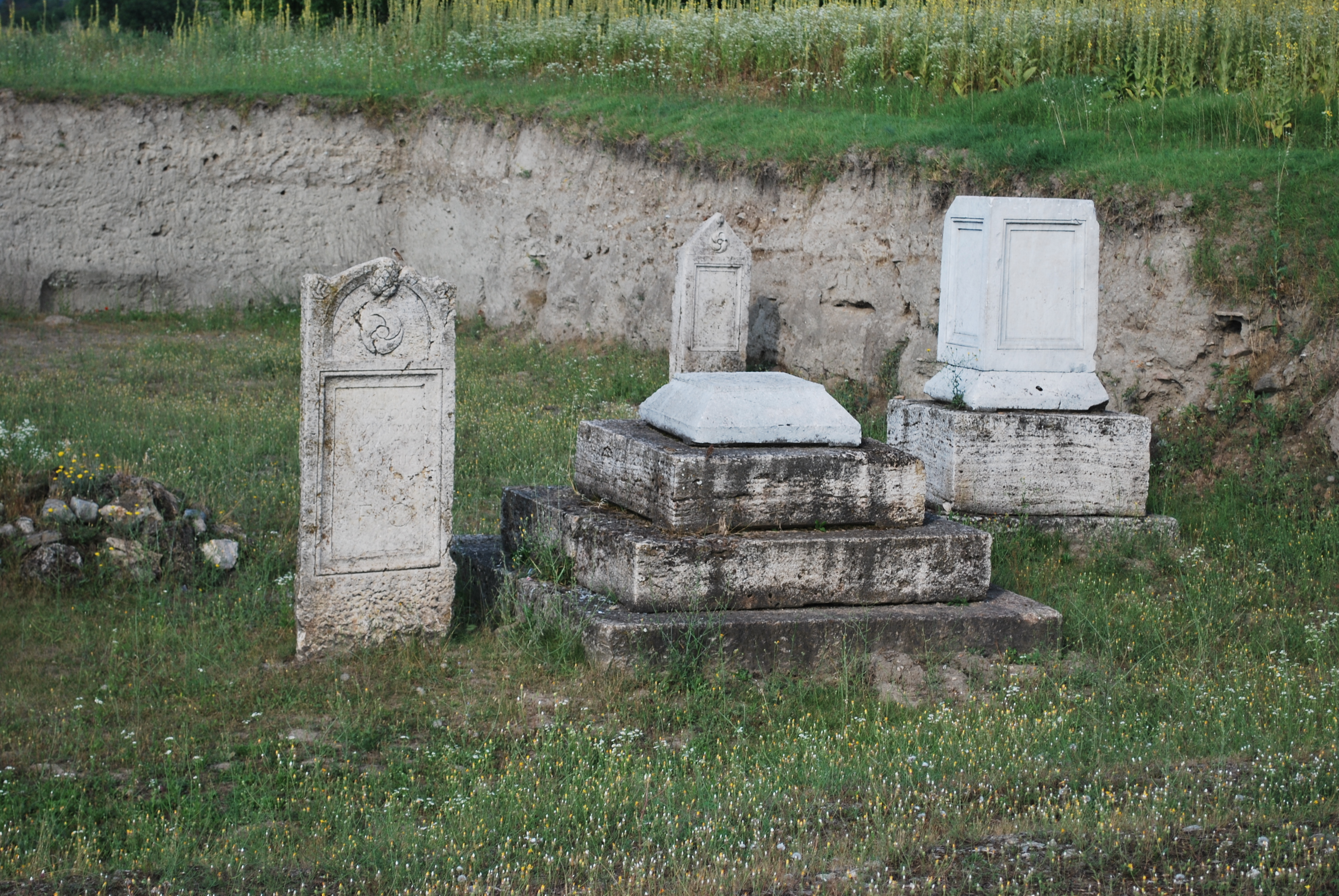
Tombes.
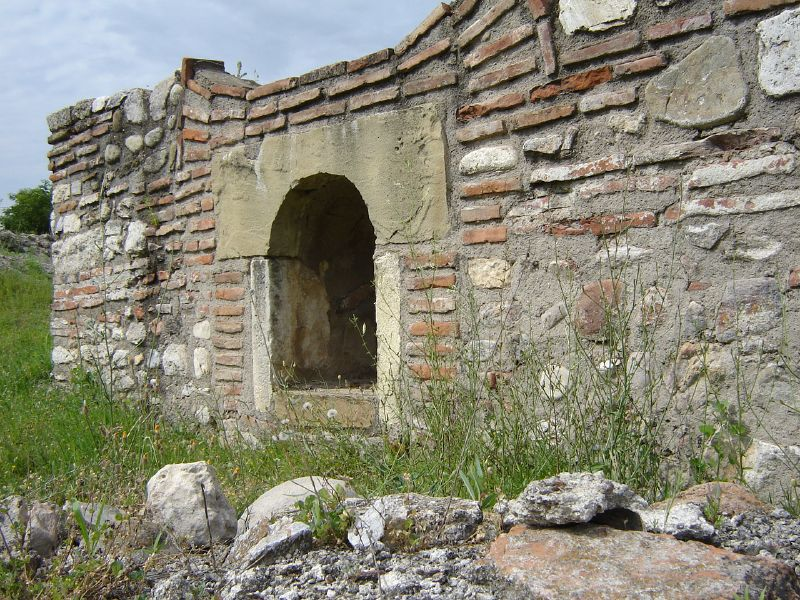
Restes d'un mur.
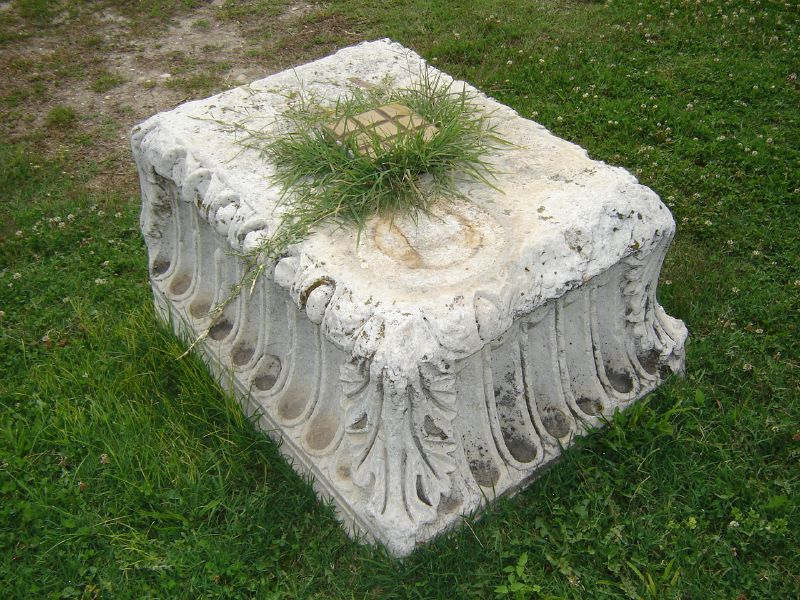
Un sarcophage.